# Lilla Hundsjön, Lappland
Lilla Hundsjön är en sjö i Lycksele kommun i Lappland och ingår i Umeälvens huvudavrinningsområde. Sjön har en area på 0,33 kvadratkilometer och ligger 308,1 meter över havet. Sjön avvattnas av vattendraget Hundsjöbäcken.

## Delavrinningsområde
Lilla Hundsjön ingår i det delavrinningsområde (719544-159477) som SMHI kallar för Mynnar i Mejvanbäcken. Medelhöjden är 313 meter över havet och ytan är 3,39 kvadratkilometer. Det finns ett avrinningsområde uppströms, och räknas det in blir den ackumulerade arean 10,19 kvadratkilometer. Hundsjöbäcken som avvattnar avrinningsområdet har biflödesordning 3, vilket innebär att vattnet flödar genom totalt 3 vattendrag innan det når havet efter 235 kilometer. Avrinningsområdet består mestadels av skog (51 procent) och sankmarker (39 procent). Avrinningsområdet har 0,33 kvadratkilometer vattenytor vilket ger det en sjöprocent på 9,7 procent.